# Everglades
Everglades (hay Pa-hay-okee) là một vùng tự nhiên đất ngập nước nhiệt đới nằm ở miền nam tiểu bang Florida của Hoa Kỳ. Hệ thống cấp nước của Everglades bắt đầu gần Orlando với sông Kissimmee, con sông đổ vào hồ Okeechobee rộng nhưng nông. Nước chảy khỏi hồ vào mùa mưa để tạo nên một dòng sông chảy chậm rộng 60 dặm (97 km) và dài hơn 100 dặm (160 km), chảy về phía nam đến vịnh Florida ở cực nam của bang. Everglades trải qua nhiều loại hình thời tiết khác nhau, từ ngập lũ thường xuyên vào mùa mưa đến hạn hán vào mùa khô. Cây viết Marjory Stoneman Douglas đã giúp phổ biến cụm từ "River of Grass" để mô tả những đồng cỏ rộng lớn, một phần của một loại các hệ sinh thái đa dạng của Everglades bao gồm đầm lầy cây bụt mọc, rừng ngập mặn cửa sông tại Ten Thousand Islands, rừng gỗ cứng nhiệt đới, rừng thông, và môi trường thủy sinh ở vịnh Florida.
Dấu vết về sự cư ngụ của con người ở miền nam bán đảo Florida có niên đại từ 15.000 năm trước. Trước thời kỳ thuộc địa, vùng này được các bộ tộc Calusa và Tequesta bản địa thống trị. Với sự thuộc địa hóa của Tây Ban Nha, các tộc người này dần biến mất trong hai thế kỷ tiếp theo. Người Seminole (gồm chủ yếu người Creek) tại phía bắc thường xuyên có xung đột; họ đồng hóa các dân tộc khác và tạo ra một nền văn hóa mới. Sau khi bị ép rời khỏi bắc Florida trong các cuộc chiến tranh Seminole vào đầu thể kỷ 19 để đến Everglades, họ thích nghi với môi trường tại đây và đã chống chọi với quân đội Hoa Kỳ.
Những người di cư đến khu vực này muốn phát triển việc trồng trọt đã đề xuất việc rút nước Everglades vào năm 1848, nhưng đến năm 1882, các nỗ lực đầu tiên mới được thực hiện. Những kênh đào được xây dựng vào nửa đầu thế kỷ 20, thúc đẩy việc cải tạo đất. Năm 1947, Quốc hội Hoa Kỳ thành lập dự án quản lý lũ Trung và Nam Florida, lập nên 1.400 dặm (2.300 km) kênh đào, đê, và các cấu trúc quản lý nước khác. Vùng đô thị Miami dần phát triển trong thời gian này và nước của Everglades được chuyển hướng chảy đến các thành phố. Một phần Everglades được chuyển đổi thành đất trồng, với cây trồng chủ yếu là mía. Khoảng 50% Everglades nguyên thủy đã trở thành đất nông nghiệp hoặc đô thị.